# Crkva sv. Mihovila od Lažana
Crkva sv. Mihovila od Lažana na obronku gore Kozjaka, šire područje mjesta Kaštel Kambelovca, Grad Kaštela, zaštićeno kulturno dobro.

## Opis
Crkva sv. Mihovila od Lažana te kula stražarnica smještene su na istaknutoj hridi brda Kozjaka zvanoj Krug. Jugozapadno od crkve je kula. Jednobrodna crkva s polukružnom apsidom građena je u romaničkom slogu, orijentirana je u smjeru istok-zapad. Crkva sv. Mihovila na Lažanima bila je župna crkva srednjovjekovnih potkozjačkih naselja te se u povijesnim izvorima spominje tijekom 12.st. Oko crkve se nalaze razbacane kasnosrednjovjekovne nadgrobne ploče. Crkva i kula su sjeverno od Kruševika, na predjelu Lažane, na istoimenom obronku gore Kozjaka. Kula je na zapadnoj strani obronka. Do crkve vodi obilježena planinarska staza.

## Zaštita
S kulom na Krugu je pod oznakom Z-4317 zavedena kao nepokretno kulturno dobro - pojedinačno, pravna statusa zaštićena kulturnog dobra, klasificirano kao "sakralna graditeljska baština".

## Vanjske poveznice
|  | Zajednički poslužitelj ima još gradiva o temi Crkva sv. Mihovila od Lažana |